# Megalithanlage bei Raven
Die Megalithanlage bei Raven  (auch Raven 1 genannt) ist eine Megalithanlage der Trichterbecherkultur (TBK) aus der mittleren Jungsteinzeit (3500–3000 v. Chr.) in der Gemeinde Soderstorf im Landkreis Lüneburg in Niedersachsen. Die Anlage hat die Sprockhoff-Nr. 679. Neolithische Monumente sind Ausdruck der Kultur und Ideologie jungsteinzeitlicher Gesellschaften. Ihre Entstehung und Funktion gelten als Kennzeichen der sozialen Entwicklung.

## Lage
Das Hünenbett mit Kammer liegt im Wald nordöstlich des Dorfes Raven, einem Ortsteil von Soderstorf in der Lüneburger Heide. 

## Beschreibung

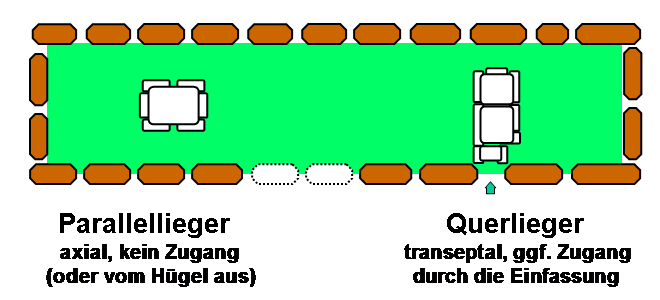
Prinzipskizze Hünenbett mit Dolmen

Von der Einfassung des nordost-südwest orientierten etwa 18,0 m langen und 7,0 m breiten Langbettes sind nur noch 17 Steine am Nordostende zu sehen. Im ursprünglichen Zustand wird das Langbett etwa 17 × 7 Meter gemessen haben. Die Trag- und drei Decksteine der Kammer befinden sich in situ. Ein vierter gesprengter Deckstein liegt daneben. Die etwa 5,0 m lange leicht trapezoide Kammer von 1,5 auf 1,4 m hat keinen erkennbaren Zugang und kann deshalb nicht näher bestimmt werden. 
Die Anlage ist seit dem 19. Jahrhundert verschiedentlich durchgegraben worden, so zum Beispiel 1904 durch Meyer. Außer wenigen tiefstichverzierten Scherben (nach Hans-Jürgen Beier zwischen 3500 und 3000 v. Chr.) und dem Erkennen eines Steinpflasters im Kammerboden sind keine Funde oder Befunde bekannt. Bei den Scherben handelt es sich um Überreste von fünf fransenverzierten Trichterbechern, drei steilwandigen Kesseln, drei Schultertassen und zwei verzierten Schalen.